# 热内布里耶尔
热内布里耶尔（法語：Génébrières，法語發音：[ʒenebʁijɛʁ]）是法国奧克西塔尼大區塔恩-加龙省的一个市镇，属于蒙托邦区。

## 地理
热内布里耶尔（43°59'49"N, 1°30'6"E）面积18.45 平方千米，位于法国奧克西塔尼大區塔恩-加龙省，该省份为法国西南部内陆省份，北起顺时针与洛特省、阿韦龙省、塔恩省、上加龙省、热尔省和洛特-加龙省接壤。
与热内布里耶尔接壤的市镇（或旧市镇、城区）包括：莱奥雅克、凯尔西地区蒙克拉尔、圣艾蒂安德蒂尔蒙、圣诺法里、拉萨尔沃塔-贝尔蒙泰、瓦伊萨克。
热内布里耶尔的时区为UTC+01:00、UTC+02:00（夏令时）。

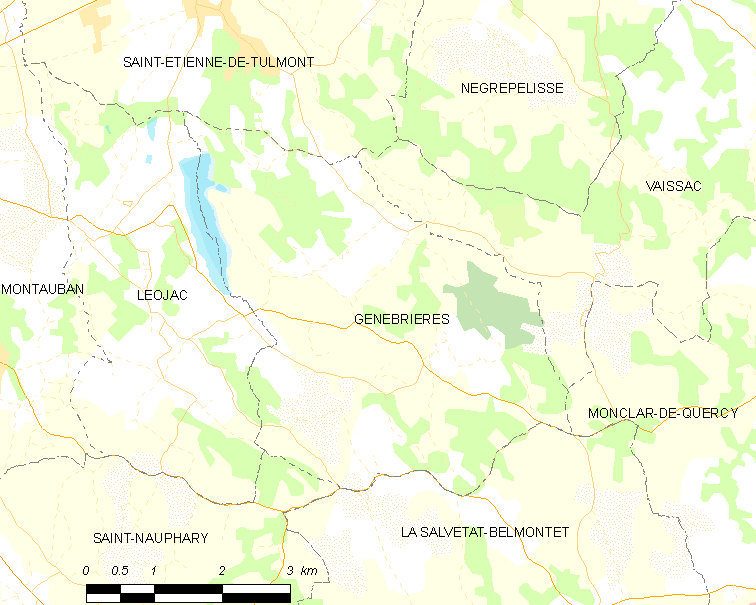
热内布里耶尔的OSM定位图

## 行政
热内布里耶尔的邮政编码为82230，INSEE市镇编码为82066。

## 政治
热内布里耶尔所属的省级选区为塔恩-泰斯库-绿色凯尔西县。

## 人口

1962-2008年间热内布里耶尔人口变化图示

热内布里耶尔于2022年1月1日时的人口数量为636人。